# ناحیه کلمبو
ناحیه کلمبو (به لاتین: Colombo District) یک ناحیه در سری‌لانکا است که در استان غربی، سری‌لانکا واقع شده‌است.

## خصوصیات
ناحیه کلمبو ۶۹۹ کیلومترمربع مساحت و ۲٬۳۰۹٬۸۰۹ نفر جمعیت دارد.